# Casalbuono
Casalbuono è un comune italiano di 1 017 abitanti della provincia di Salerno in Campania.

## Geografia fisica
È posto a 661 metri di altitudine ed è circondato dalle montagne Gioncolo e Monte Difesa ed è attraversato dal Calore Lucano.
- Classificazione sismica: zona 2 (sismicità media), Ordinanza PCM. 3274 del 20/03/2003.
- Classificazione climatica: zona D, 1975 GG.

## Storia
Sorse nel XIII secolo quale feudo dell'abbazia di Santa Maria di Cadossa, il cui abate esercitava la giurisdizione feudale sulle cento famiglie residenti. Con bolla di papa Leone X del 17 novembre 1514 passò sotto la certosa di Padula (San Lorenzo). Fino al regio decreto del 14 dicembre 1862 n. 1078 era chiamato Casalnuovo.
Dal 1811 al 1860 fece parte del circondario di Montesano, appartenente al Distretto di Sala del Regno delle Due Sicilie.
Dal 1860 al 1927, durante il Regno d'Italia, fece parte del mandamento di Montesano sulla Marcellana, appartenente al Circondario di Sala Consilina.

### Simboli
Il gonfalone è un drappo d'azzurro.

## Società

### Evoluzione demografica
Abitanti censiti

## Infrastrutture e trasporti

### Strade
- Strada statale 19 delle Calabrie.
- Strada Provinciale 140 Innesto SS 19-Stazione di Casalbuono-Innesto SS 19 (loc. Salice).

### Ferrovie
- Stazione di Casalbuono sulla Ferrovia Sicignano degli Alburni-Lagonegro (Servizio sostitutivo con bus).

## Amministrazione
| Periodo        | Periodo        | Primo cittadino   | Partito                           | Carica  | Note  |
| -------------- | -------------- | ----------------- | --------------------------------- | ------- | ----- |
| 1946           | 1956           | Antonio Calabria  |                                   | Sindaco | [ 5 ] |
| 1956           | 1964           | Michele Calabria  |                                   | Sindaco | [ 5 ] |
| 1964           | 1970           | Francesco Ferraro |                                   | Sindaco | [ 5 ] |
| 1970           | 1975           | Michele Calabria  |                                   | Sindaco | [ 5 ] |
| 1975           | 1995           | Pietro Marmo      |                                   | Sindaco | [ 5 ] |
| 23 aprile 1995 | 12 giugno 2004 | Santino Barone    | centro                            | Sindaco | [ 6 ] |
| 13 giugno 2004 | 27 maggio 2019 | Attilio Romano    | lista civica                      | Sindaco | [ 7 ] |
|                | in carica      | Carmine Adinolfi  | lista civica Uniti per Casalbuono | Sindaco |       |

### Altre informazioni amministrative
Le competenze in materia di difesa del suolo sono delegate dalla Campania all'Autorità di bacino regionale Sinistra Sele e all'Autorità di bacino interregionale del fiume Sele.
Il comune fa parte della Comunità montana Vallo di Diano.